# Oreophryne moluccensis
Oreophryne moluccensis es una especie de anfibio anuro de la familia Microhylidae
.

## Distribución geográfica
Es originaria de las Molucas septentrionales (Halmahera, Ternate y Bacan).